# Vanneaugobius pruvoti
Vanneaugobius pruvoti és una espècie de peix de la família dels gòbids i de l'ordre dels perciformes. Els mascles poden assolir 3,9 cm de longitud total. És un peix marí, de clima subtropical i demersal que viu entre 60-270 m de fondària. Es troba a les Illes Canàries (Gran Canària i Tenerife) i les Illes Balears. És inofensiu per als humans.